# 争取社会主义替代运动
争取社会主义替代运动（英語：Movement for a Socialist Alternative，缩写为MSA）是尼日利亚的一个托洛茨基主义政党。该党成立于2020年，分裂自民主社会主义运动。该党的总书记是达嘎·托拉。该党的总部位于拉各斯。该党出版刊物《团结》。该党成员在尼日利亚社会党内部活动。该党是国际社会主义替代的成员。